# Kiss the Ring
Kiss the Ring è il sesto album discografico in studio del rapper statunitense DJ Khaled, pubblicato nel 2012.

## Tracce
1. Shout Out to the Real (featuring Meek Mill, Ace Hood & Plies) – 4:13
2. Bitches & Bottles (Let's Get It Started) (featuring Lil Wayne, T.I. & Future) – 4:29
3. I Wish You Would (featuring Kanye West & Rick Ross) – 3:57
4. Take It to the Head (featuring Chris Brown, Rick Ross, Nicki Minaj & Lil Wayne) – 4:27
5. They Ready (featuring J. Cole, Big K.R.I.T. & Kendrick Lamar) – 3:14
6. I'm So Blessed (featuring Big Sean, Wiz Khalifa, Ace Hood & T-Pain) – 4:12
7. Hip Hop (featuring Scarface, Nas & DJ Premier) – 4:23
8. I Did It For My Dawgz (featuring Rick Ross, Meek Mill, French Montana & Jadakiss) – 4:25
9. I Don't See 'Em (featuring Birdman, Ace Hood & 2 Chainz) – 4:34
10. Don't Pay 4 It (featuring Wale, Tyga, Mack Maine & Kirko Bangz) – 4:17
11. Suicidal Thoughts (featuring Mavado) – 3:14
12. Outro (They Don't Want War) (featuring Ace Hood) – 3:03

## Classifiche
| Classifica (2012)           | Posizione raggiunta |
| --------------------------- | ------------------- |
| Stati Uniti (Billboard 200) | 4                   |